# El aliento del diablo
El aliento del diablo es una coproducción hispano-francesa-belga de drama estrenada el 29 de octubre de 1993, dirigida por Paco Lucio y protagonizada en los papeles principales por Valentina Vargas, Fernando Guillén, Alexander Kaidanovsky y Alfredo Zafra.
La película obtuvo la Mención especial del Jurado en la 41.ª edición (1993) del Festival de Cine de San Sebastián.

## Sinopsis
Damián es mudo y un experto cazador que está buscando un futuro mejor para su familia. Priscilla es su esposa, una mujer bella y entregada, Pablo es el hijo de ambos y mudo como su padre y Águeda es la abuela. Los viajes son interminables, pero finalmente llegarán a un pueblo dominado por Don Rodrigo. Él es un despiadado noble que intentará seducir a Priscilla abusando de su poder. La familia se irá adaptando al territorio, pero Águeda muere y la amabilidad del lugar parece desaparecer. Desde este momento, la familia de Damián deberá intentar sobrevivir día a día.

## Reparto
- Aleksandr Kaydanovskiy como Damián.
- Valentina Vargas como Priscila.
- Fernando Guillén como Don Rodrigo.
- Tito Valverde como	Ginés.
- Alfredo Zafra como Pablo.
- Esther Bizcarrondo como Bibiana.
- Paco Maestre como	Odo.
- Al Victor como Jerónimo.
- Diana Salcedo como	Abuela Águeda.
- Pepa Perez como Engracia.
- Helga Liné
- Mario Puertas como	Soldado.
- José Truchado como Soldado.
- Anaitz Urquia como	Soldado.
- Manuel Zarzo

## Premios
Medallas del Círculo de Escritores Cinematográficos de 1993
| Categoría        | Candidato       | Resultado |
| ---------------- | --------------- | --------- |
| Mejor fotografía | Alfredo F. Mayo | Ganador   |